# Mięsień podłopatkowy

Mięśnie podłopatkowe

Mięsień podłopatkowy (ang. subscapularis muscle, łac. musculus subscapularis) – w anatomii człowieka duży, płaski, pierzasty, trójkątny mięsień obręczy kończyny górnej. Jego przyśrodkowy przyczep znajduje się na powierzchni żebrowej łopatki oraz na powięzi podłopatkowej. Włókna mięśnia zbiegają się koncentrycznie do boku i ku górze, tworząc ścięgno, które zrasta się częściowo z torebką stawu ramiennego, a następnie przyczepia się do guzka mniejszego kości ramiennej.
Unaczyniony jest przez tętnicę podłopatkową, a unerwiony przez nerwy podłopatkowe C5–7.
Jego funkcją jest rotacja ramienia do wewnątrz – działanie antagonistyczne w stosunku do mięśnia podgrzebieniowego. Poza tym napina torebkę stawową i przywodzi ramię.